# Бомбардовање Рабаула
Бомбардовање Рабаула (новембар 1943 - март 1944) било је део битке за Нову Гвинеју у Другом светском рату.

## Позадина
Јапанци су заузели Рабаул поморским десантом 23. јануара 1942. и уредили га као истурену операцијску базу за дејства на правцу Нове Гвинеје, Соломонових острва и Аустралије. У рабаулу се налазио штаб Осмог армијског подручја (17. и 18. армија, са снагама на Новој Гвинеји, Бугенвилу и Новој Британији) и Штаб Југоисточног поморског подручја (11. ваздушна флота, 8. флота и специјалне морнаричкодесантне јединице). Имао је 5 аеродрома. Снаге у бази бројале су 90-100.000 људи (од тога преко 20.000 морнара); њена одбрана располагала је низом јаких фортификација са 43 оруђа обалске артиљерије, 367 противавионских топова и преко 6.500 пољских топова. Од октобра 1943, због све интензивнијег бомбардовања из ваздуха, Јапанци су изградили подземне хангаре, ремонтне радионице и бараке.

## Битка
Кад је почела америчка офанзива ради продора у Бизмарково море, Рабаул је систематски бомбардовала америчка авијација са Соломонових острва од краја 1943. до марта 1944: уништено је 359 авиона (период новембар 1943 - март 1944), око 50% противавионских оруђа и око 1.280 зграда (од 1.400 укупно). Базу нису могли више да користе велики ратни бродови (преостало је свега неколико стотина баржи), а подморнице су присиљене да дању бораве у луци у зароњеном стању.

## Последице
Искрцавањем Американаца на западну обалу Нове Британије (15. децембра 1943), на острва Грин Ајлендс (енгл. Green Islands, 15. фебруара 1944) и на Адмиралитетска острва (29- фебруара 1944), јапанске снаге у Рабаулу су заобиђене у савезничком продору према Филипинима и остале су неактивне до краја рата, а Јапанци су своје ваздухопловне снаге повукли из Рабаула крајем фебруара 1944. Рабаул је капитулитао тек 6. септембра 1945.